# Лэ Марии Французской
Лэ Марии Французской — сборник из 12 лэ, традиционно приписываемый Марии Французской. Согласно объяснению самой Марии, они являются пересказами старинных бретонских песен.

## Состав

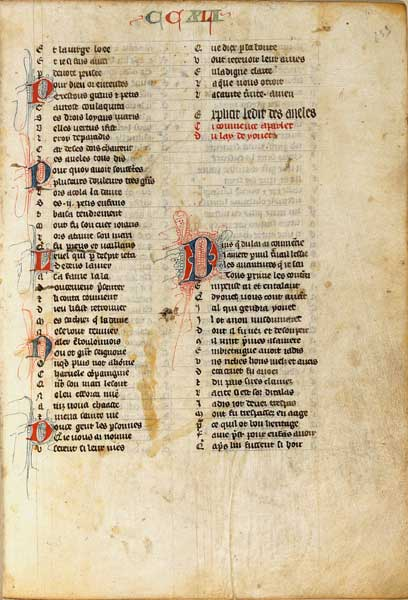
Рукопись лэ «Йонек»

| - Guigemar («Гигемар») - Equitan («Эквитан») - Le Fresne («Ясень») - Bisclavret («Оборотень») - Lanval («Ланваль») - Les Deux Amants («Два любовника») | - Yonec («Йонек») - Laüstic («Соловей») - Milun («Милун») - Chaitivel («Горемыка») - Chevrefoil («Жимолость») - Eliduc («Элидюк») |

## Адаптации
«Ясень» послужил сюжетной основой романа Жана Ренара «Галеран Бретонский», «Ланваль» лег в основу популярной среднеанглийской поэмы «Сэр Лонфал», «Элидюк» пересказан в XX веке Джоном Фаулзом. «Жимолость» — одна из первых версий сюжета о Тристане и Изольде.

## Переводы
- Три повести Марии Французской / пер. и предисл. Сергея Кулаковского. Лейпциг, 1923 (?). (тираж 250 экз.)
  - Мария Французская. Жимолость / пер. со старофранц. Сергея Кулаковского // Строфы века-2: Антология мировой поэзии в русских переводах. М.: Полифакт, 1998. С. 232—233.
- Мария Французская. О жимолости / пер. со старофранц. М. Замаховской // Хрестоматия по западно-европейской литературе средних веков (IX—XV вв.) / сост. проф. Р. О. Шор. М.: Учпедгиз, 1938. С. 222—224.
- Мария Французская. Жимолость / пер. со старофранц. Н. Я. Рыковой // Легенда о Тристане и Изольде. М.: Наука, 1976. С. 307—309. (Литературные памятники).
- Мария Французская. Двенадцать повестей / пер. со старофранц. Вероники Долиной. М.: Водолей, 2011. 140 с. ISBN 978-5-91763-072-4